# Dolna Studena
Dolna Studena (bulgariska: Долна Студена) är ett distrikt i Bulgarien.   Det ligger i kommunen Obsjtina Tsenovo och regionen Ruse, i den centrala delen av landet, 210 km öster om huvudstaden Sofia.
Trakten runt Dolna Studena består till största delen av jordbruksmark. Runt Dolna Studena är det ganska glesbefolkat, med 42 invånare per kvadratkilometer.